# Rubén Gámez
Leandro Francisco Gámez Torres (8 de diciembre de 1928 en Cananea, Sonora - Ozumba, Estado de México, 3 de octubre de 2002) fue un camarógrafo, director, escritor y productor mexicano de minidocumentales para cine y televisión .

## Biografía
Rubén Gámez nació en el estado de Sonora en México. Hizo su primera fotografía con una cámara Kodak y un amplificador diseñado con sus propias manos. Partió de México para estudiar fotografía en los Estados Unidos en el Trade Technical College en Los Ángeles y la Universidad del Sur de California.
Regresó a México, donde comenzó su carrera profesional. En 1957, fue invitado a filmar un documental sobre la Gran Muralla China. El documental nunca fue producido pero hay copias del material original. En 1962, filmó Magueyes, una serie de fotografías que acompañan a la novena sinfonía de Dmitri Shostakóvich. Magueyes es apreciado por su estilo personal, experimental, dramático y la moral pacifista. La película de nueve minutos, fue lanzada en Europa como preámbulo a Viridiana Luis Buñuel, incluyendo una proyección en el festival de Cannes, el Festival de Sestri Levante y la Semana de Cine de Mannheim
En 1964, el STPC se proyecto por primera vez en la Competencia de Cine Experimental, que pretendía dar a conocer el nuevo talento, y la oportunidad de entrar en la industria del cine mexicano, lo cual era bastante complicado. 
La fórmula secreta, escrita por Santos Núñez, con un texto de Juan Rulfo junto con Jaime Sabines, permitió a Gámez ganar su primer premio. Su innovador y experimental tono yuxtapone imágenes de una pérdida de identidad en México, con sus tierras áridas y desérticas, y una abertura población al capitalismo, también es conocida como Kokakola en la Sangre.
En la década de 1970, Gámez grabó varios documentales cortos, con su colega Carlos Velo. Tuvo que esperar hasta 1992 para hacer tequila, su obra más representativa, dedicada a la mujer mexicana. En 2000 llegó Apuntes directamente vídeo de homenaje al compositor Silvestre Revueltas. Rubén Gámez murió de un ataque al corazón el 3 de octubre de 2002, dejando sin terminar su proyecto Mesoamérica ficción.
En 2001, Rubén Gámez fue galardonado con el Premio Ariel de Oro especial  CMA por toda su carrera, "beneficio para el enriquecimiento de la cultura mexicana."

## Filmografía

### Como director
- 1957 : La China popular
- 1962 : Magueyes
- 1965 : La fórmula secreta
- 1974 : Los murmullos
- 1974 : Grijalva; Río de oro
- 1974 : Fiesta mexicana en Washington
- 1976 : Valle de México
- 1976 : Hermitage en México
- 1992 : Tequila
- 2000 : Apuntes

### Como camarógrafo
- 1957 : La China popular
- 1973 : Baja California: Paralelo 28, de Carlos Velo
- 1974 : Vaticano: 120 años después de Juárez, de Carlos Velo
- 1974 : Romero solo, de Julián Pastor
- 1974 : Los murmullos
- 1974 : México-Europa: Las nuevas fronteras, de Carlos Velo
- 1974 : México en una nuez, de Ángel Flores Marini
- 1974 : Latinoamérica: un destino común, de Carlos Velo
- 1974 : Homenaje a León Felipe, de Carlos Velo
- 1974 : Grijalva; Río de oro
- 1974 : Fiesta mexicana en Washington
- 1974 : En algún lugar de la tierra, de Óscar Menéndez
- 1974 : Baja California: Último paraíso, de Carlos Velo
- 1974 : Con los pueblos del mundo, de Carlos Ortiz Tejeda
- 1975 : La tierra de todos, de Carlos Velo
- 1975 : Nación en marcha 8, de Arturo Rosenblueth
- 1975 : Isabel II en México, de Carlos Velo
- 1975 : Gimnasia danesa de Ángel Flores Marini
- 1975 : Ciudad y destino,  de Manuel Michel
- 1976 : Vancouver hábitat, de Epigmenio Ibarra
- 1976 : Valle de México
- 1976 : La urbe, de Óscar Menéndez
- 1976 : Tesoros del hermitage en México, de Arturo Rosenblueth
- 1976 : México al exterior - 2da versión de Ángel Flores Marini
- 1976 : Hermitage en México
- 1992 : Tequila

### Como guionista
- 1953 - 1974 : Cine verdad (serie de TV)
- 1992 : Tequila

### como productor
- 1957 : La china popular
- 1976 : Valle de México
- 1976 : Hermitage en México

## Distinciones

### Premios
- Premios 1964: 1 Concurso de Cine Independiente de STPC por La fórmula secreta
- 2001 Ariel de Oro por toda su carrera

### Nominaciones
- 1977 : nominado para el Ariel al mejor cortometraje por Los murmullos
- 1993 : nominado al Ariel por Mejor Director y Mejor Película por Tequila